# Cư Né
Cư Né là một xã thuộc huyện Krông Búk, tỉnh Đắk Lắk, Việt Nam.
Xã Cư Né có diện tích 72,19 km², dân số năm 2007 là 9690 người, mật độ dân số đạt 134 người/km².